# ヴェラ・クルーゾー
ヴェラ・クルーゾー（Véra Clouzot、本名：Véra Gibson-Amado 1913年12月30日 - 1960年12月15日）はフランスの映画女優。映画監督のアンリ＝ジョルジュ・クルーゾーの妻でもあり、最も知られている出演作品は、夫が演出した『悪魔のような女』(1955)である。

## 経歴
ヴェラはブラジルのリオデジャネイロに生まれ、第二次世界大戦前にフランスのパリに移住した。その後、アンリ＝ジョルジュ・クルーゾーが監督する映画にスクリプターとして参加し、それがきっかけで1950年に結婚した。アンリ＝ジョルジュは自分の映画製作会社を、彼女にちなんでヴェラ・フィルムと名付け、ヴェラを自分の監督作品『恐怖の報酬』(1952)、『悪魔のような女』(1955)、『スパイ』(1957)に出演させた。また、『真実』(1960)では、共同脚色者として参加している。
『真実』の撮影中、監督のアンリ＝ジョルジュと主演のブリジット・バルドーの仲が取り沙汰され、ヴェラは神経衰弱に陥った。1960年12月、ヴェラはパリのホテルの浴室で心臓発作を起こして急死した。46歳。服毒自殺という説もある。遺体はモンマルトルの墓地に葬られた。

## 出演作
- 恐怖の報酬 The Wages of Fear / Le Salaire de la Peur (1952)
- 悪魔のような女 Les Diaboliques (1955)
- スパイ Les Espions (1957)
- 真実 La Verite (1960)